# Goseda Yoshimatsu

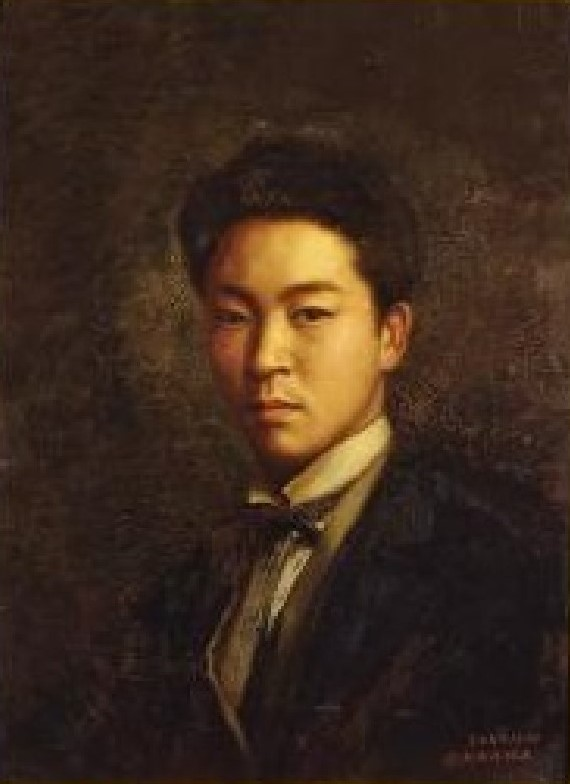
Selbstbildnis, 1877

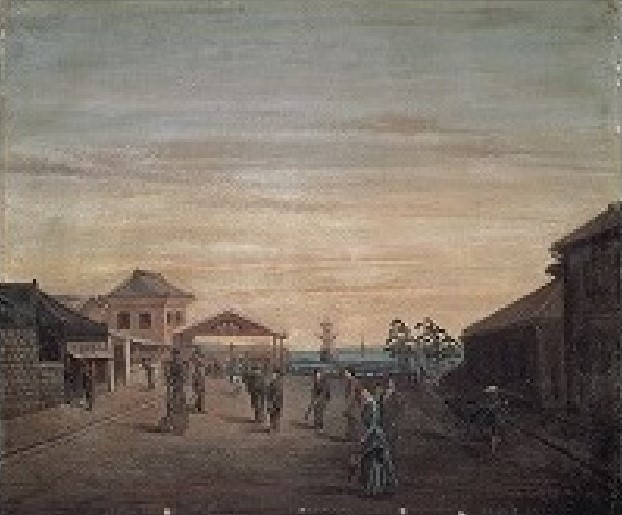
Hafen (Yokohama), um 1873

Goseda Yoshimatsu (japanisch 五姓田 義松; geb. 12. Juni 1855 in Edo; gest. 4. September 1915) war ein japanischer Maler, der in der Meiji-Zeit zu den ersten zählt, die im westlichen Yōga-Stil malten. 

## Leben und Werk
Goseda Yoshimatsu, in Edo als zweiter Sohn des Malers Goseda Hōryū (五姓田芳柳; 1827–1892) geboren, studierte zusammen mit seinem Vater Malerei bei Charles Wirgman. Seine Begabung zeigte sich schon früh. 1874 zeigte er, zusammen mit seinem Vater, Bilder auf einer Privaten Ausstellung, einer der ersten in Japan. Ab 1876 konnte er sich in der Kunstschule des Ministeriums für öffentliche Arbeiten (工部大学美術学校, Kōbu daigaku bijutsu gakkō) unter Antonio Fontanesi weiterbilden. 1878 gehörte er zur Begleitung des Kaisers Meiji auf dessen Reise in die Hokuriku-Region, wo er berühmte Plätze in Bildern festhielt. 
Von 1880 bis 1889 hielt er sich in Frankreich auf, wo er unter Bonnat studierte. Schon in Paris, reichte der Künstler Matsuda Rokuzan (松田緑山; 1837–1903) für ihn das Bild „Fuji von Shimizu aus“ (清水の富士, Shimizu no Fuji) auf der 2. Nationalen Industrieausstellung (内国勧業博覧会, Naikoku kangyō hakurankai) im Jahr 1881 ein. Er gewann damit einen 3. Preis. 1882 beteiligte er sich an einer Ausstellung im Salon de Paris und gewann auch dort einen Preis, den ersten Preis, mit dem ein japanischer Maler in Europa ausgezeichnet wurde. Zurück nach Japan reiste er über die USA und Kanada, wo er sich Zeit für Landschaftsskizzen nahm. Im folgenden Jahr reiste er, zusammen mit seinem Vater, noch einmal nach Amerika.
Gosedas war zeitlebens krank. Seine Bilder datieren von den späten 1870er Jahren bis etwa 1900. Er malte in Öl, schuf aber auch Aquarelle. Themen waren vor allem Porträts, Landschaften und französische Genre-Szenen. Sein Stil war zurückhaltend, realistisch, zeigte manchmal auch eine akademische Note.

## Bilder

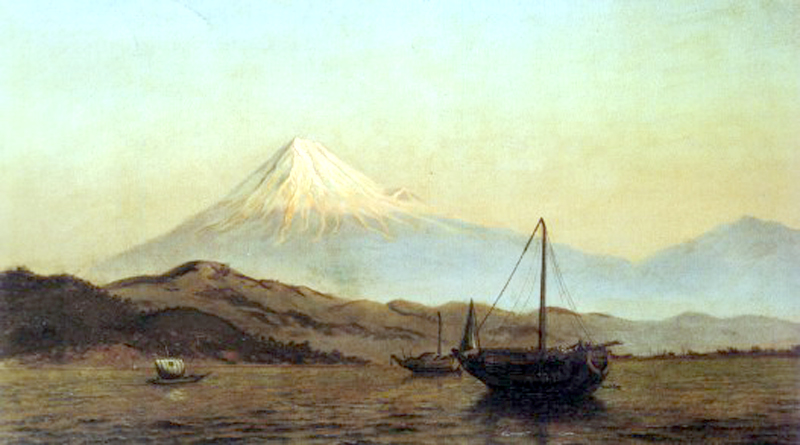
Fuji von Shimizu aus, 1881
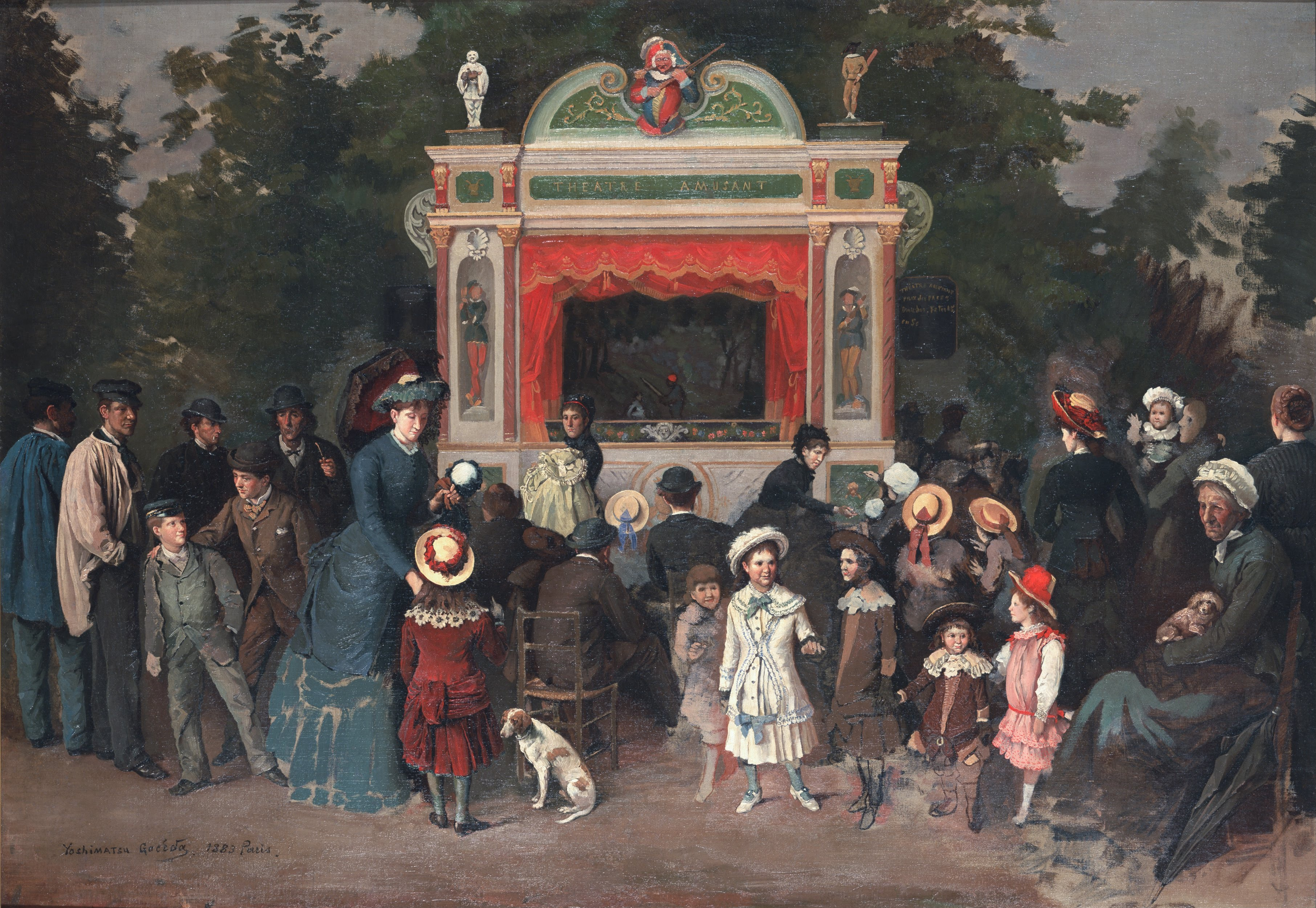
Paris, Puppentheater
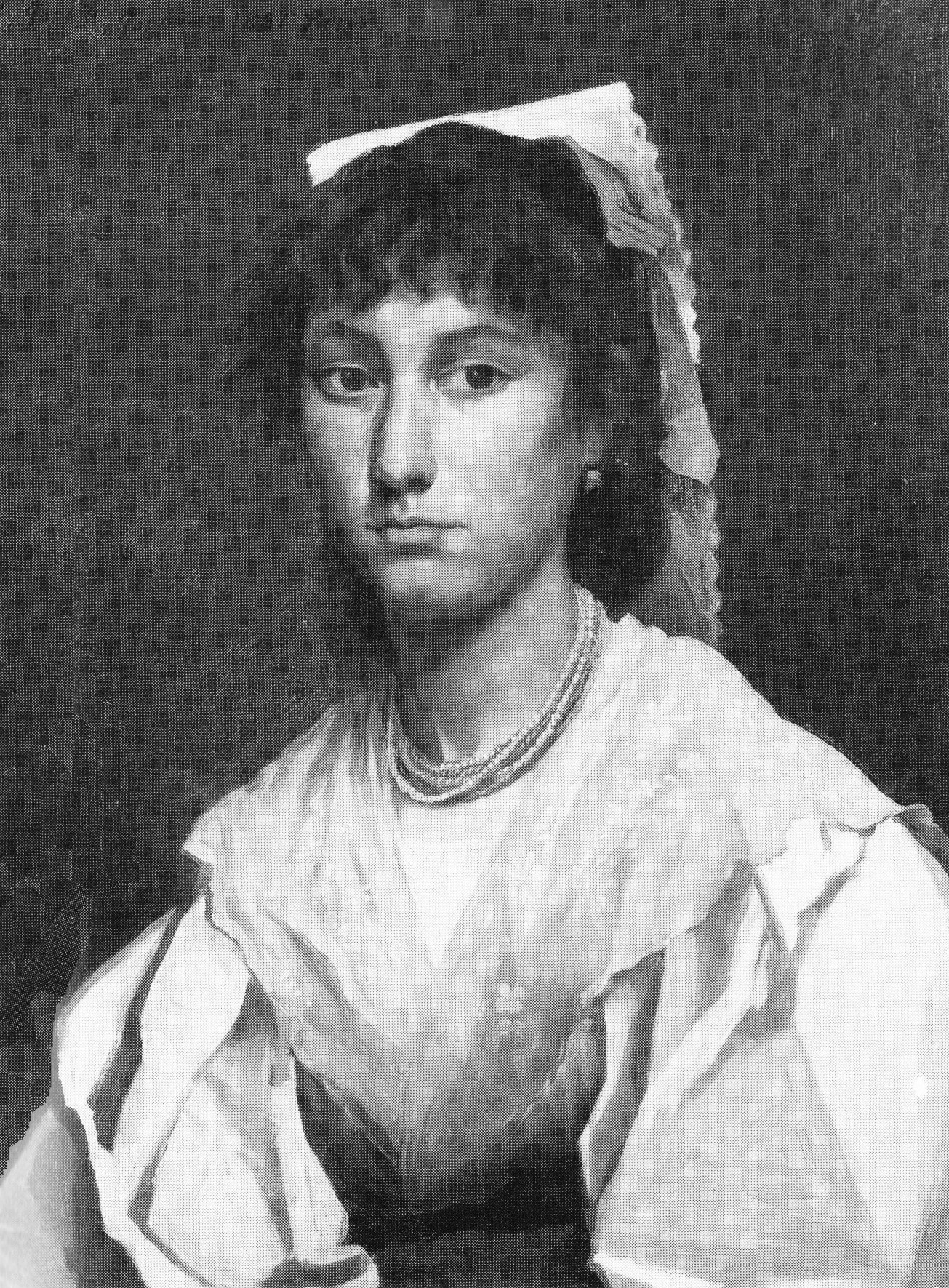
Europäische Frau
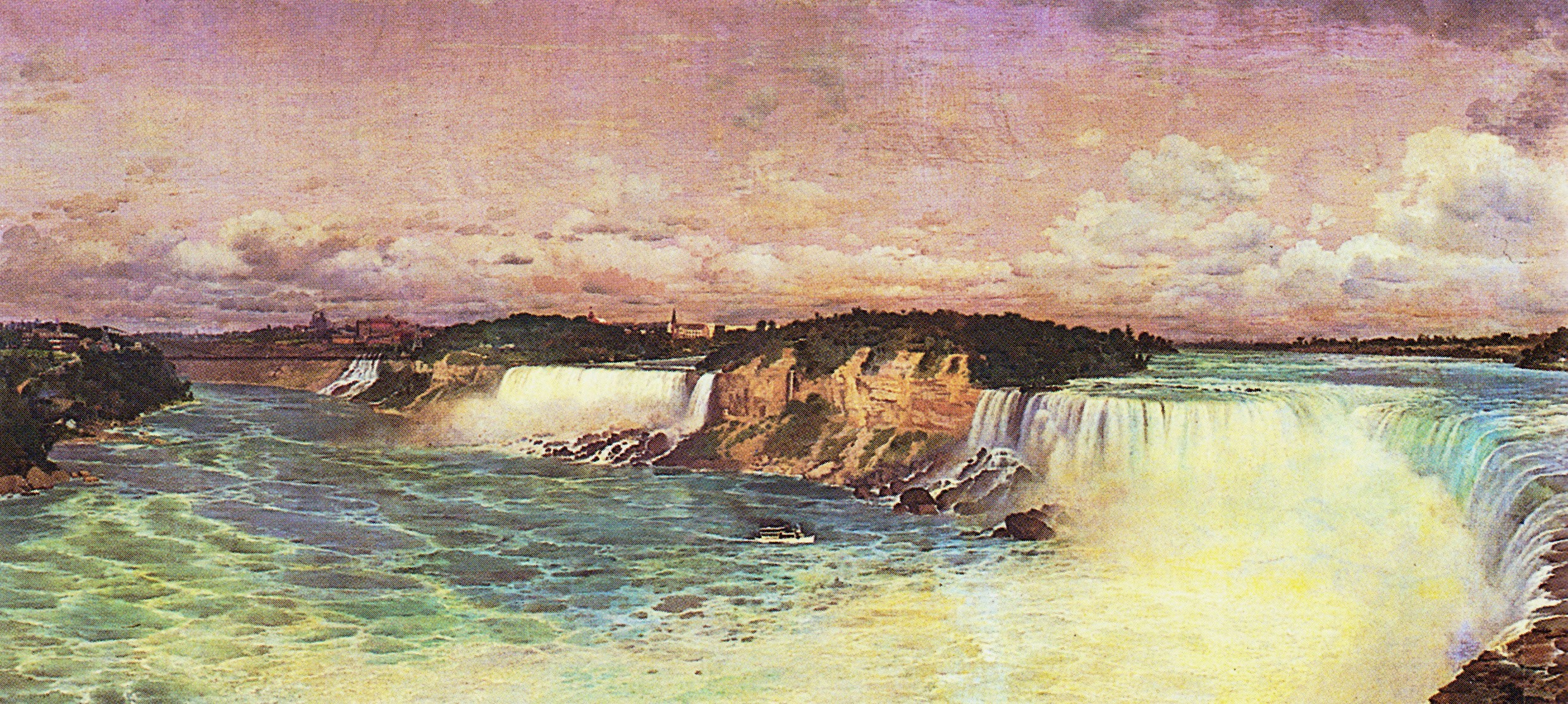
Niagarafälle, 1889
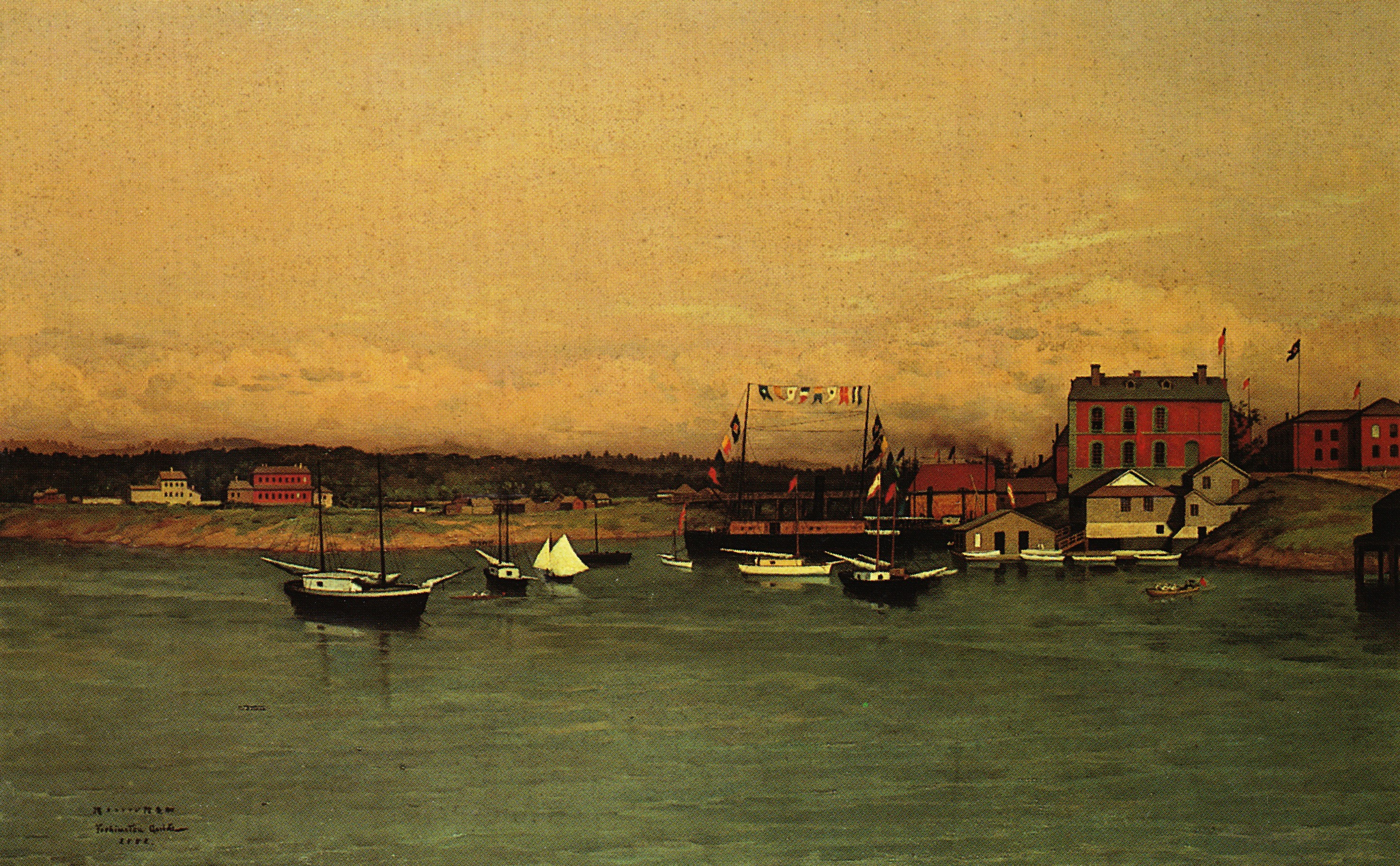
Kanada, Victoria, 1890